# Michel Cloutier
 (janvier 2012).
Si vous disposez d'ouvrages ou d'articles de référence ou si vous connaissez des sites web de qualité traitant du thème abordé ici, merci de compléter l'article en donnant les références utiles à sa vérifiabilité et en les liant à la section « Notes et références ».
Michel Cloutier ou Philippe Michel Cloutier, parfois utilisé pour le différencier du journaliste de Trois-Rivières et du photographe de Québec, est un animateur de radio originaire de Québec secteur Saint-Émile.

## Biographie
Il a commencé sa carrière en 1995 comme DJ dans les radios du Groupe Radio Simard à CIBM-FM 107 à Rivière-du-Loup et CHOX-FM à La Pocatière. En 1997, il fait un bref passage à Drummondville (CJDM-FM) et Matane (CHOE-FM). En 1998, il revient à CHOX-FM pour le Groupe Radio Simard où il animera les émissions de pointe de la station en plus de s'occuper de la programmation.
En 2003, il fonde Communications Lévis une entreprise de consultant média qui réalisera plusieurs demandes auprès du CRTC à travers le Québec et l’Ontario.Entre 2001 et 2008 il retient particulièrement l'attention des médias de Québec avec trois demandes au CRTC pour desservir le marché de Lévis. Son entreprise travaillera particulièrement en étroite collaboration avec le Groupe Le 5 Communications de Sudbury pour le développement du réseau franco-ontarien Le Loup FM (CHYC-FM à Sudbury, CHYK-FM à Timmins, CHYQ-FM à Nipissing Ouest).Michel est lecteur de nouvelle est animateur sur le réseau Le Loup Fm depuis 2007, ce travail est fait des studios de Communications Lévis.
En 2010, il accepte un contrat pour animer une tribune d’affaire publique à CKRS-FM Saguenay. À la suite d'un différend contractuel, il quitte la station en mai 2011.
En février  2012 il est directeur de la programmation de CFYX FM à Rimouski pour le groupe Simard et en mai 2012 il devient Morning Man et directeur de la programmation de la station CIQI FM 90,3 de Montmagny également du groupe Simard. En mars 2019 il quitte le groupe Simard pour devenir coordonnateur de la programmation à La Télévision d'ici qui dessert la Cote de Beaupré et l’île Orléans. Plus tard la même année en novembre, le journal le courrier de Portneuf nous apprend que sa société est copropriétaire de la nouvelle station CHOC FM Portneuf qui ouvrira à l'été 2020. 